# Borgo le Taverne
Borgo le Taverne, o anche semplicemente Taverne, è la frazione più importante di Guardia Lombardi, comune della provincia di Avellino in Campania.

## Geografia fisica
La frazione è situata a circa 1 chilometro da Guardia Lombardi. Sorge sulla Strada statale 303 del Formicoso, in affaccio sulla Valle Ufita, in posizione nord rispetto al capoluogo. Si è sviluppata sul crinale presso cui storicamente transitava e vi sostava (da qui il nome di Taverne, per la presenza di abitazioni che ricordano le caratteristiche della mansio romana) chi dall'antica Roma doveva raggiungere l'Apulia.

## Storia
Le Taverne hanno ospitato per secoli i viandanti che transitavano tra i due mari. La Taverna del Principe (1500), una delle più importanti del borgo, ancora oggi presenta incastonata sulla sua facciata un'enorme pietra, accanto allo stemma dei feudatari Folliero, che costituisce un vero e proprio esempio di pubblicità alberghiera del tempo. La lastra recita in latino: "O viandante, non conosco chi tu sia, ma ti consiglio di non continuare il viaggio a sinistra perché la via è lunga ed insicura. Qui mangerai bene, trascorrerai una notte tranquilla e sfuggirai all'agguato dei briganti. Se vuoi fare il contrario te ne pentirai. Comunque ti saluto: addio, va' pure." Accanto alla taverna si conserva ancora oggi una fontana del 1565.